# Igor Protti
Igor Protti (ur. 24 września 1967 w Rimini) – włoski piłkarz.

## Kariera piłkarska
Protti karierę rozpoczął w 1983 w klubie z rodzinnego miasta Rimini. Po dwóch latach przeszedł do Livorno, w którym przez 3 lata gry na poziomie Serie C1 zanotował 75 występów, w których strzelił 12 bramek. Wraz z drużyną zdobył Puchar Serie C w sezonie 1986/87. Sezon 1988/89 spędził w F.C. AlzanoCene 1909. Następnie został piłkarzem Messiny, występując w jej barwach przez 3 lata na poziomie Serie B. Strzelając 31 bramek dla Messiny, zwrócił uwagę Bari, którego piłkarzem został w 1992. Dwa lata później wraz z drużyną awansował do Serie A, a w sezonie 1995/96 został królem strzelców Serie A wspólnie z Giuseppe Signorim. Obaj zawodnicy strzelili po 24 bramki.
Konsekwencją świetnej skuteczności stał się transfer do Lazio. W zespole tym rozegrał jednak tylko 29 spotkań, w których strzelił 7 bramek. Największym osiągnięciem w drużynie Lazio był Superpuchar Włoch zdobyty w 1998. Sezon 1997/98 spędził w SSC Napoli, a w kolejnej kampanii grał na poziomie Serie B w Reggianie.
W 1999 po raz drugi został zawodnikiem Livorno. Jako piłkarz tej drużyny odnosił swoje największe sukcesy w karierze. Dwukrotnie został królem strzelców Serie C1 w sezonach 2000/01 (20 bramek) oraz 2001/02 (27 bramek). Sezon 2001/02 zakończył się dla Livorno mistrzostwem Serie C1 oraz awansem do Serie B. Protti w kolejnym sezonie został królem strzelców Serie B z 23 bramkami na koncie. Sezon 2003/04 zakończył się awansem Livorno do Serie A, a Protti strzelił 24 bramki. Po sezonie 2004/05 zakończył karierę piłkarską.
Protti wraz Dario Hübnerem jest jedynym piłkarzem w historii, który zdobywał tytuł króla strzelców Serie A, Serie B i Serie C. Jest także jedynym piłkarzem w historii Serie A, który zdobył tytuł króla strzelców w sezonie, w którym jego zespół spadł do niższej klasy rozgrywkowej.
| Sezon     | Klub       | Kraj   | Rozgrywki | Mecze | Bramki |
| --------- | ---------- | ------ | --------- | ----- | ------ |
| 1983/84   | Rimini     | Włochy | Serie C1  | 2     | 0      |
| 1984/85   | Rimini     | Włochy | Serie C1  | 5     | 0      |
| 1985/86   | Livorno    | Włochy | Serie C1  | 25    | 2      |
| 1986/87   | Livorno    | Włochy | Serie C1  | 21    | 1      |
| 1987/88   | Livorno    | Włochy | Serie C1  | 29    | 9      |
| 1988/89   | AlzanoCene | Włochy | Serie C1  | 31    | 10     |
| 1989/90   | Messina    | Włochy | Serie B   | 36    | 12     |
| 1990/91   | Messina    | Włochy | Serie B   | 35    | 9      |
| 1991/92   | Messina    | Włochy | Serie B   | 35    | 10     |
| 1992/93   | Bari       | Włochy | Serie B   | 33    | 9      |
| 1993/94   | Bari       | Włochy | Serie B   | 18    | 6      |
| 1994/95   | Bari       | Włochy | Serie A   | 28    | 7      |
| 1995/96   | Bari       | Włochy | Serie A   | 33    | 24     |
| 1996/97   | Lazio      | Włochy | Serie A   | 27    | 7      |
| 1997/98   | Napoli     | Włochy | Serie A   | 27    | 4      |
| 1998/99   | Lazio      | Włochy | Serie A   | 2     | 0      |
| 1998/99   | Reggiana   | Włochy | Serie B   | 24    | 8      |
| 1999/2000 | Livorno    | Włochy | Serie C1  | 26    | 11     |
| 2000/01   | Livorno    | Włochy | Serie C1  | 36    | 20     |
| 2001/02   | Livorno    | Włochy | Serie C1  | 31    | 27     |
| 2002/03   | Livorno    | Włochy | Serie B   | 37    | 23     |
| 2003/04   | Livorno    | Włochy | Serie B   | 46    | 24     |
| 2004/05   | Livorno    | Włochy | Serie A   | 27    | 6      |

## Sukcesy

### Indywidualne
- Król strzelców Serie A (1): 1995/96 (24 bramki, ex-aequo z Giuseppe Signorim)
- Król strzelców Serie B (1): 2002/03 (23 bramki)
- Król strzelców Serie C (2): 2000/01 (20 bramek), 2001/02 (27 bramek)

### Drużynowe
Livorno
- Mistrzostwo Serie C1 (1): 2001/02
- Puchar Serie C (1): 1986/87

Lazio
- Superpuchar Włoch (1): 1998